# Viviane Ecker
Viviane Ecker, née le 20 avril 1952 à Luxembourg-Ville (Luxembourg), est une femme politique luxembourgeoise, membre du Parti ouvrier socialiste luxembourgeois (LSAP).
Docteure en droit, elle est première Conseillère de gouvernement au ministère des Affaires étrangères, au sein de la Direction de l’immigration.
Viviane Ecker est nommée conseillère d’État, le 21 mars 2001, vice-présidente du Conseil d’État, le 18 novembre 2009 et présidente du Conseil d’État, le 23 décembre 2014, fonction venue à terme le 28 mars 2016.